# Atlapetes blancae
Atlapetes blancae е вид птица от семейство Овесаркови (Emberizidae). Видът е критично застрашен от изчезване.

## Разпространение
Видът е разпространен в Колумбия.